# Université catholique de Louvain

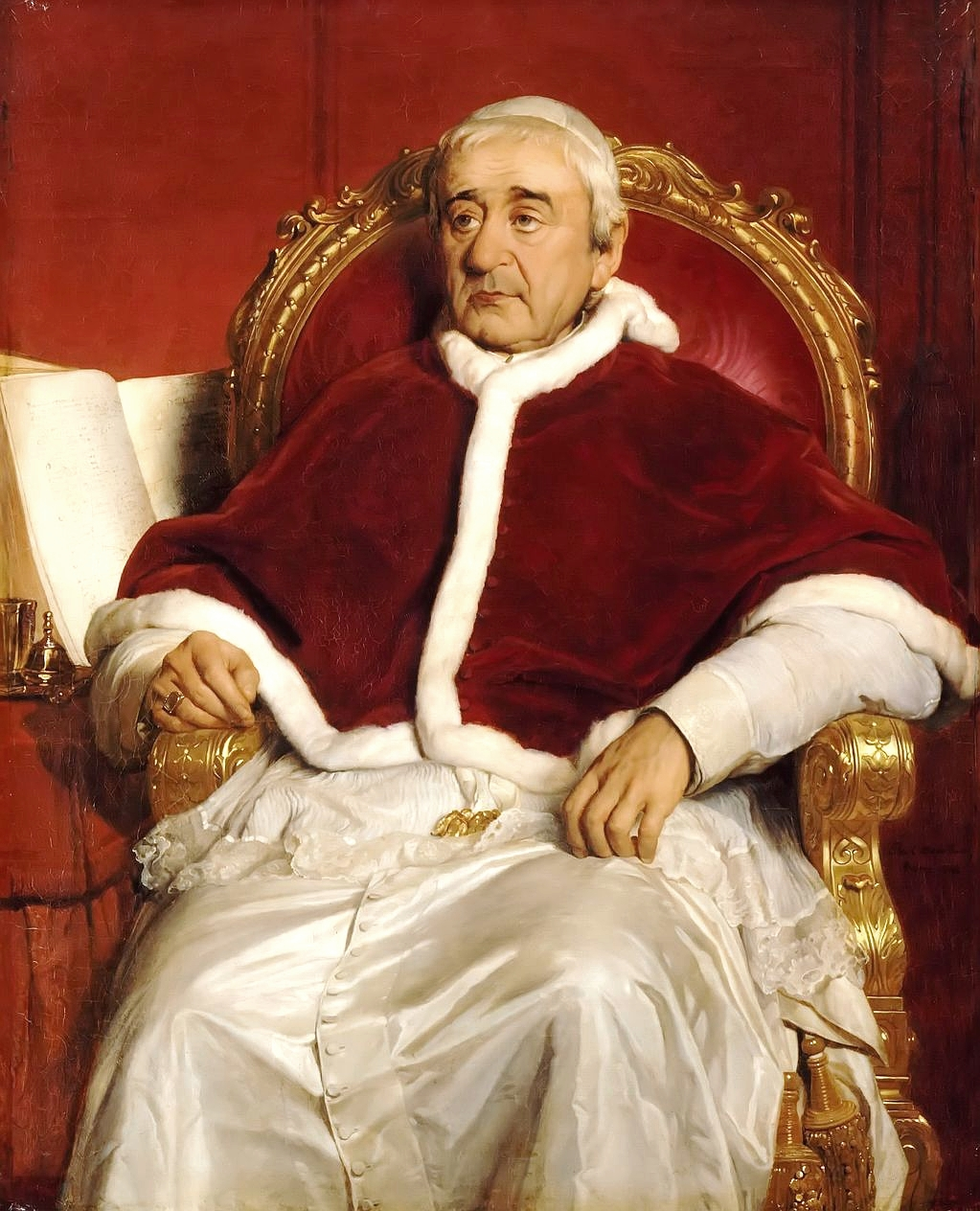
Paus Gregorius XVI, medestichter met de bisschoppen van België door brief gegeven op 13 december 1833 van de Katholieke Universiteit van Mechelen en daarna van Leuven

De Université catholique de Louvain of UCLouvain (tot 2018 afgekort tot UCL) is een katholieke universiteit, gesticht in 1834 als Katholieke Universiteit van Mechelen, en in 1835 in Leuven. Sinds 1969 slaat de benaming enkel op de Franstalige afdeling, waarvan de hoofdcampus sindsdien gevestigd is in de Belgische nieuwe stad Louvain-la-Neuve. De universiteit is de grootste Franstalige universiteit van België met ongeveer 35.000 studenten. Vanaf september 2018 gebruikt de universiteit de benaming UCLouvain, na een fusie met de Universiteit Saint-Louis - Bruxelles.

## Geschiedenis
De vernederlandsing van de Katholieke Universiteit Leuven greep plaats in 1930, toen België zijn 100-jarig bestaan vierde.
In 1971 werd de Franstalige afdeling van die Katholieke Universiteit Leuven overgeheveld van Leuven in het Nederlandse taalgebied, naar een nieuwe, speciaal hiervoor gestichte stad 25 kilometer ten zuiden van Leuven in het Franse taalgebied, die de naam Louvain-la-Neuve kreeg. Dat is nu in Waals-Brabant, maar in die tijd was ook de tweetalige provincie Brabant nog niet gesplitst. Sinds die overheveling wordt de Nederlandse naam verder gebruikt voor de universiteit in Leuven, en de Franse naam voor de universiteit in Louvain-la-Neuve. Beide universiteiten zijn in gelijke mate de voortzetting van de Universitas Catholica Lovaniensis.

Vanaf 1 september 2010 voorziet de overheid (Franse gemeenschap) strengere subsidievoorwaarden, zodat de kleinere universitaire instellingen verplicht worden samen te werken of te fuseren. Zo ontstond de Académie Louvain, een samenwerkingsverband, vergelijkbaar met de universitaire associatie in Vlaanderen, wat later zou moeten uitgroeien tot één universiteit met meerdere vestigingsplaatsen. De vier instellingen van katholieke strekking die in 2010 tot de Académie Louvain behoorden waren:
- Université catholique de Louvain
- Facultés universitaires Notre-Dame de la Paix (FUNDP) te Namen (nu Université de Namur)
- Facultés universitaires Saint-Louis (FUSL) te Brussel (nu UCLouvain Saint-Louis - Bruxelles)
- Facultés universitaires catholiques de Mons (FUCaM) te Bergen (nu deel van de UCLouvain)

Een voorstel uit 2010 om de vier onderdelen van de Académie Louvain te fuseren haalde het niet, wegens tegenstand vanuit Namen. De naam van de nieuwe universiteit zou Université catholique de Louvain of kortweg UCLouvain geweest zijn. De Facultés universitaires catholiques de Mons te Bergen ging echter eenzijdig door met de fusieplannen en vormt sinds september 2011 een afdeling van de UCLouvain in Bergen, als UCLouvain FUCaM Mons (tot 2018 UCL Mons).
Vanaf 2018 gebruiken de universiteit van Louvain en de Université Saint-Louis - Bruxelles de gemeenschappelĳke benaming UCLouvain.

## Beschrijving
De stad Louvain-la-Neuve werd opgebouwd door de universiteit. Voordien was het een ruraal gebied, vandaag de dag is de stad in volle expansie.
De universitaire gebouwen bevinden zich verspreid over de hele stad: het administratief centrum bevindt zich naast het station, waar de ondergronds toekomende treinen de reizigers tot in het centrum van de stad brengen. Rond de Grote Markt bevinden de faculteiten humane wetenschappen, die van theologie, filosofie en letteren, rechten, politiek, economie en psychologie.
Het sportcentrum bevindt zich in Blocry. Aan de andere kant van de stad, in Biéreau, bevinden zich de wetenschappelijke campussen, de burgerlijk en bio-ingenieurs.
De campus 'Louvain-en-Woluwe', die onder andere de faculteit geneeskunde huisvest, bevindt zich in het Brussels gewest, te Sint-Lambrechts-Woluwe.
De universiteit heeft ook een campus in Bergen, de UCLouvain FUCaM Mons (Louvain School of Management en faculteit economische, sociale, politieke en communicatiewetenschappen), een campus in Charleroi, en de faculteit architectuur gelegen in Doornik (Henegouwen) en Sint-Gillis (Brussel).
Begin november 2011 kwam de universiteit in opspraak toen zij een gastcollege van Bart De Wever verbood omdat hij volgens de raad van bestuur een te grote verantwoordelijkheid draagt voor de Belgische politieke chaos.
De Musée L is het universitair museum van de instelling, gevestigd in Louvain-la-Neuve met een collectie van 32.000 stukken.

### Campussen en vestigingen

#### Waals-Brabant
- Louvain-la-Neuve is met 22.000 studenten de hoofdplaats van de universiteit en van 11 faculteiten.

#### Brussel
- UCLouvain Brussel Woluwe, medische campus van de universiteit in Sint-Lambrechts-Woluwe, gesticht in 1974, met 12.000 studenten en het Universitair ziekenhuis UCLouvain Saint-Luc.
- UCLouvain Brussel Saint-Gilles, vestiging van de Faculteit architectuur (LOCI) in Sint-Gillis.
- UCLouvain Saint-Louis Brussel, een autonome universiteit gesticht in 1858, met 4.000 studenten gevestigd in de stad Brussel en in Elsene.

#### Henegouwen
- UCLouvain FUCaM Mons, gesticht in 1896 in Bergen, met 2.000 studenten van de Sector humane wetenschappen.
- UCLouvain Charleroi, twee campussen in Charleroi (Maison Georges Lemaître en Montignies-sur-Sambre) en onderzoekscentra rond de Aeropôle in Gosselies.
- UCLouvain Tournai, met de Faculteit architectuur (LOCI), gevestigd in Doornik.

#### Namen
- UCLouvain Namur, met het Universitair ziekenhuis UCLouvain Namur (CHU), gevestigd in Namen, Dinant, Yvoir, Ciney, Erpent, en in Givet (Frankrijk).

Bovendien telt de UCLouvain het onderzoekscentrum Michamps gevestigd in 1965 te Bastenaken, Provincie Luxemburg.

## Groepen en Faculteiten

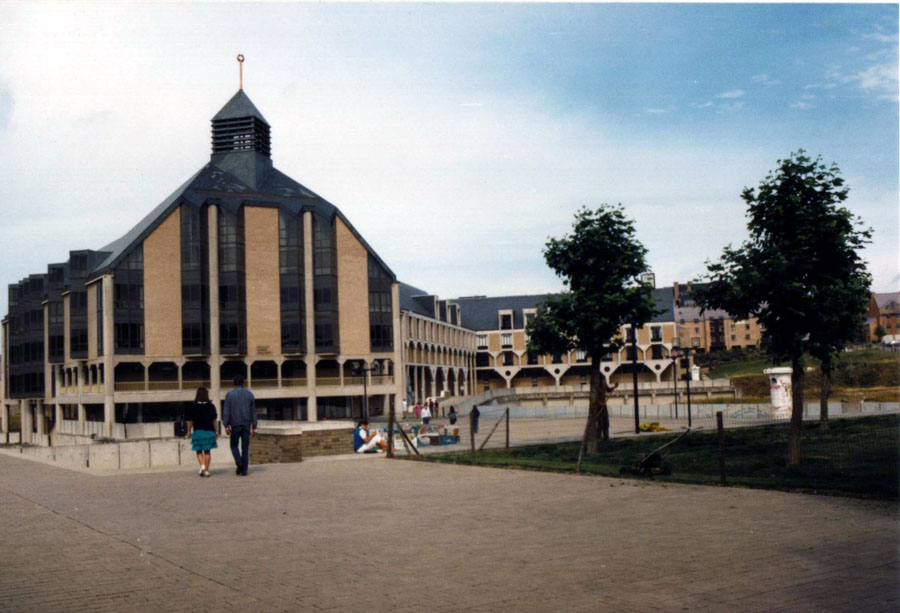
De faculteiten theologie en humane wetenschappen, en de algemene bibliotheek

De UCLouvain is een algemene universiteit. Ze heeft 14 faculteiten die verdeeld zijn in 53 departementen (of scholen).

### Sector Humane wetenschappen (SSH)
- Faculteit Rechtsgeleerdheid en Criminologie (DRT), Louvain-la-Neuve
  - School voor Criminologie (ECRI)
- Faculteit Wijsbegeerte, Kunsten en Letteren (FIAL), Louvain-la-Neuve
  - School voor Filosofie (EFIL)
  - Departement Talen en Letteren
    - Franse en Romaanse taal- en letterkunde (ROM)
    - Moderne talen en literatuur (LMOD)
    - Oude talen en literatuur (klassiek en oosterse) (GLOR)
    - Moderne en oude talen en literatuur (LAFR)
    - Taalkunde (LING)
    - Louvain School of Translation and Interpreting (LSTI)

  - Departement geschiedenis, kunstgeschiedenis en archeologie
    - Geschiedenis (HIST)
    - Kunstgeschiedenis, archeologie en muziekwetenschap (ARKE)

  - Departement informatie en communicatie
    - Meertalige communicatie (MULT)
    - Podiumkunsten (THEA)
    - Informatie- en communicatiewetenschappen en -technologieën (ICTS)
- Faculteit Economische, Sociale, Politieke en Communicatiewetenschappen (ESPO), Louvain-la-Neuve, Charleroi en Bergen
  - Commissie voor de aggregatie en bijscholing van leerkrachten (AGES)
  - School voor communicatie (COMU)
  - Economics School of Louvain (ESL)
  - Interfacultaire school voor Europese Studies (EURO)
  - Hoover Chair - Onderwijscommissie (HOOV)
  - Open Faculteit voor Economisch en Sociaal Beleid (FOPES)
  - School voor politieke en sociale wetenschappen/Louvain School of Political and Social Sciences (PSAD)
  - Undergraduate Bureau (ESSP)
  - School voor Arbeidswetenschappen (TRAV)
- Faculteit Psychologie en Pedagogische Wetenschappen (PSP), Louvain-la-Neuve
  - School voor psychologie (EPSY)
  - School voor logopedie (ELOG)
  - School voor onderwijs en opleiding (EDEF)
  - School voor seksuologie en gezinswetenschappen (ESFA)
- Faculteit Godgeleerdheid (TECO), Louvain-la-Neuve
  - Doctoraatsschool voor theologie en bijbelstudies (EDT)
  - Departement Theologie (THEO)
  - Departement Bijbelstudies (EBIB)
  - Departement Religiewetenschappen (SREL)
- Louvain School of Management (LSM), Louvain-la-Neuve, Bergen, Namen, Brussel

Als reeds onafhankelijke universiteit zijn de faculteiten Wijsbegeerte, Letteren en Humane wetenschappen, Economische, Sociale, Politieke en Communicatiewetenschappen (ESPO), Rechten (DROI), Vertaal- en Tolkkunde Marie-Haps en het Instituut voor Europese Studies (IEE) van de UCLouvain Saint-Louis - Bruxelles niet verbonden aan de overeenkomstige faculteiten van de UCLouvain.

### Sector Gezondheidswetenschappen (SSS)
- Faculteit Geneeskunde en Tandheelkunde (MEDE), Brussel
  - Medische school (MED)
  - School voor tandheelkunde en stomatologie (MDEN)
- Faculteit Farmaceutische en Biomedische Wetenschappen (FASB), Brussel
  - School voor farmacie (FARM)
  - School voor biomedische wetenschappen (SBIM)
- Faculteit Volksgezondheid (FSP), Brussel
- Faculteit Bewegingswetenschappen (FSM), Louvain-la-Neuve
  - Kadercommissie voor onderwijs door beweging (EDPM)
  - Kadercommissie voor sport, lichaamsbeweging en gezondheid (EXR6)
  - Kadercommissie voor fysiologie en biomechanica van de locomotie (LOCO),
  - Kadercommissie voor revalidatie en fysische geneeskunde (READ)

### Sector voor Wetenschap en Technologie (SST)
- École polytechnique de Louvain (EPL, Faculteit Ingenieurswetenschappen), Louvain-la-Neuve
  - School voor stedenbouw en ruimtelijke ordening (URBA)
- Faculteit Architectuur, Bouwkunde, Stedenbouwkunde en Ruimtelijke Ordening (LOCI), Doornik, Brussel en Louvain-la-Neuve
- Faculteit Bio-ingenieurkunde (AGRO), Louvain-la-Neuve
  - Departement Toegepaste Biologie en Landbouwproductie (BAPA)
  - Departement Chemie en Bio-industrie (CABI)
  - Departement Milieuwetenschappen
- Faculteit Wetenschappen (SC), Louvain-la-Neuve
  - School voor biologie (BIOL)
  - School voor chemie (CHIM)
  - School voor geografie (GEOG)
  - School voor natuurkunde (PHYS)
  - School voor wiskunde (MATH)
  - School voor diergeneeskunde (VETE)
  - School voor statistiek, biostatistiek en actuariële wetenschappen (LSBA)

## Rectoren en voorzitters
- Van 1969 tot 1986: Edouard Massaux (1920-2008)

Vanaf Pierre Macq worden de rectoren voor een verlengbaar mandaat van 5 jaar benoemd.
- 1986-1995: Pierre Macq (1930-2013), natuurkundige
- 1995-2004: Marcel Crochet (1938), burgerlijk ingenieur
- 2004-2009: Bernard Coulie (1959), filoloog
- 2009-2014: Bruno Delvaux bio-ingenieur
- 2014-2024: Vincent Blondel (1965), toegepaste wiskunde
- 2024-heden: Didier Lambert

Voorzitters van de raad van bestuur:
- 1982-1997: Jean Hallet
- 1994-2006: Jean-Jacques Viseur
- 2007-heden: Jean Hilgers